# زبان‌اسبی‌ها
زبان‌اسبی‌ها (نام علمی: Hippoglossoides) نام یک سرده از تیره کفشک‌ماهیان راست‌روی است.

## گونه‌ها
چهار گونه در این سرده قرار دارد:
- کفشک سرتخت P. J. Schmidt, 1904 (Flathead flounder)
- حلوای سرتخت D. S. Jordan & C. H. Gilbert, 1880 (Flathead sole)
- صاف‌ماهی آمریکایی (O. Fabricius, 1780) (American plaice)
- کفشک برینگ T. N. Gill & C. H. Townsend, 1897 (Bering flounder)